# NGC 5818
NGC 5818 est une vaste galaxie lenticulaire située dans la constellation du Bouvier. Sa vitesse par rapport au fond diffus cosmologique est de 7 948 ± 51 km/s, ce qui correspond à une distance de Hubble de 117,2 ± 8,2 Mpc (∼382 millions d'al). NGC 5818 a été découverte par l'astronome américain Lewis Swift en 1887.

## Supernova
La supernova SN 2013hr a été découverte dans NGC 5818 le 26 décembre 2013 par le programme russe automatique de recherche de supernova « Master Global robotic Net ». Cette supernova était de type Ia.